# Lyons, Kansas
Lyons là một thành phố thuộc quận Rice, tiểu bang Kansas, Hoa Kỳ. Năm 2010, dân số của xã này là 3739 người.

## Dân số
Dân số các năm:
- Năm 2000: 3732 người
- Năm 2010: 3739 người